# Echinopsis catamarcensis
Echinopsis catamarcensis là một loài thực vật có hoa trong họ Cactaceae. Loài này được (Speg.) F.A.C.Weber mô tả khoa học đầu tiên năm 1896.